# Безуб'як Володимир Йосипович
Володимир Йосипович Безуб'як (рос. Владимир Иосифович Безубяк; нар. 23 березня 1957, Львів, Українська РСР, СРСР) — український футбольний тренер, колишній футболіст, грав на позиції півзахисника. Виступав, зокрема, за «Карпати» (Львів).
Із січня по липень 2016 року — старший тренер футбольного клубу «Карпати» (Львів).

## Футболіст
Вихованець футбольної школи львівського СКА Перші тренери — С. Нирко, Я. Канич. Закінчив Львівський державний інститут фізичної культури.
У сезоні 1980 зіграв за «Карпати» (Львів) 4 поєдинки у вищій лізі, 1981 року — 1 матч у першій лізі. За «зелено-білих» дебютував 17 квітня 1980 року в матчі проти московського «Локомотива». Загалом у чемпіонатах СРСР за «Карпати» зіграв 5 матчів.
Грав у складі «Автомобіліста» (Львів), «Поділля» (Хмельницький).

## Тренер

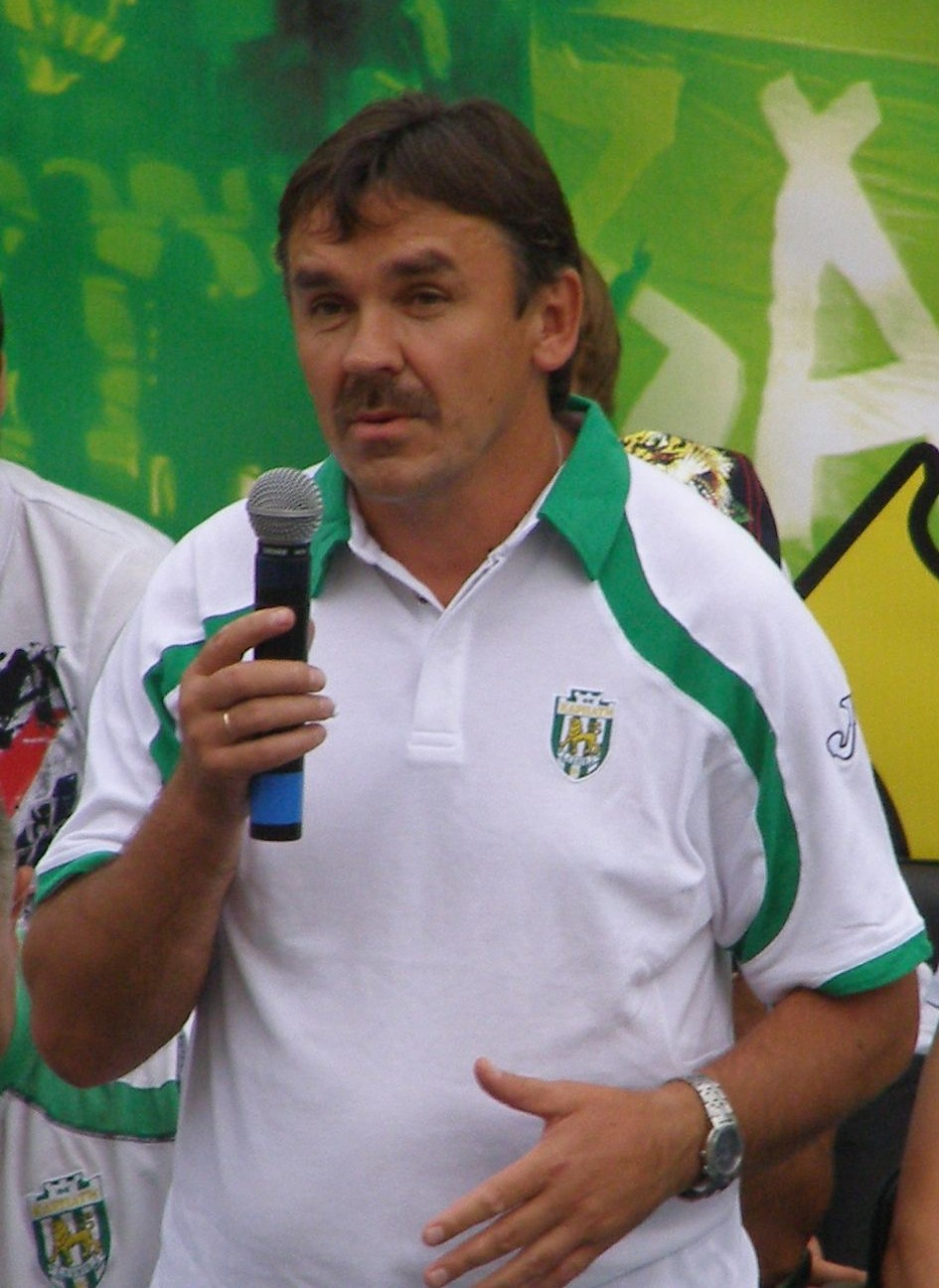
Володимир Безуб'як у 2010 році.

Працював викладачем кафедри футболу Львівського державного інституту фізичної культури.
Упродовж 1995—2001 років працював тренером у Львівському училищі фізичної культури. З літа 2004 року працює в тренерському штабі львівських «Карпат». Тренував команди: «Галичина-Карпати», «Карпати-2», «Карпати» U-19 (усі — Львів). Старший тренер-методист академії футболу «Карпати» (Львів).
Один із перших тренерів таких футболістів як Микола Морозюк, Данило Ріхард і Олег Шкред, помітив і рекомендував прийняти Олега Голодюка до Львівського училища фізкультури.
18 січня 2016 року був призначений старшим тренером футбольного клубу «Карпати» (Львів). До тренерського штабу також увійшли Олександр Чижевський, Володимир Журавчак та Віталій Шпанюк.